# 珍妮弗·霍金斯
珍妮弗·霍金斯 （Jennifer Hawkins，1983年12月22日—），生于澳大利亞新南威爾士州紐卡斯爾市，是2004年的環球小姐冠軍得主。現在是澳洲九號電視台──《大地縱橫》（《The Great Out-Doors》）節目的主持人。她在2006年獲得由香港恆基兆業與中華煤氣有限公司合作發展的翔龍灣形象大使一職。

## 外部連結
- 官方网站